# 1919 Eternal
1919 Eternal utkom år 2002 och är det tredje studioalbumet av heavy metal-bandet Black Label Society.

## Låtlista
1. "Bleed for Me" - 5:30
2. "Lords of Destruction" - 5:10
3. "Demise of Sanity" - 3:23
4. "Life, Birth, Blood, Doom" - 4:21
5. "Bridge to Cross" - 5:49
6. "Battering Ram" - 2:21
7. "Speedball" - 0:58
8. "Graveyard Disciples" - 3:19
9. "Genocide Junkies" - 5:53
10. "Lost Heaven" - 4:23
11. "Refuse to Bow Down" - 4:53
12. "Mass Murder Machine" - 5:46
13. "Berserkers" - 5:05
14. "America the Beautiful" (instrumental) – 03:17

## Medverkande
- Zakk Wylde - sång, gitarr, bas
- Robert Trujillo - bas (spår 3, 4)
- Craig Nunenmacher - trummor
- Christian Werr - trummor (spår 1, 3, 4)